# Canton de Cerisy-la-Salle
Le canton de Cerisy-la-Salle est une ancienne division administrative française, située dans le département de la Manche et la région Basse-Normandie.

## Représentation

### Conseillers généraux de 1833 à 2015
| Période | Période      | Identité                               | Étiquette                          | Qualité |
| ------- | ------------ | -------------------------------------- | ---------------------------------- | --- |
| 1833    | 1848         | Augustin d'Auvrecher d'Angerville      |                                    | Propriétaire, maire de Saint-Martin-de-Cenilly                                                                                        |
| 1859    | 1870 (décès) | Pierre Savary                          |                                    | Conseiller à la Cour de cassation puis avocat général près la cour impériale de Paris                                                 |
| 1871    | 1883         | Charles Savary (fils du précédent)     | Royaliste modéré, puis Républicain | Avocat, châtelain, maire de Cerisy-la-Salle, député (1871-1883)                                                                       |
| 1883    | 1894 (décès) | Frédéric Guillemette                   | Républicain                        | Notaire, juge de paix |
| 1894    | 1902 (décès) | Achille Savary (fils de Pierre Savary) | Républicain                        | Juge de paix, conseiller d'arrondissement                                                                                             |
| 1902    | 1907         | Alfred Badin                           | Républicain                        | Notaire, maire de Roncey |
| 1907    | 1911 (décès) | Paul Varin de La Brunelière            | Conservateur                       | Maire de Notre-Dame-de-Cenilly |
| 1912    | 1913         | Robert Savary                          | Républicain Progressiste           | Ingénieur, maire de Cerisy-la-Salle (1912-1924)                                                                                       |
| 1913    | 1937         | François Delaval                       | RG                                 | Propriétaire, maire de Notre-Dame-de-Cenilly                                                                                          |
| 1937    | 1940         | Pierre Jouault                         | FR-PSF                             | Notaire, maire de Notre-Dame-de-Cenilly puis de Roncey, président du conseil d'arrondissement, nommé conseiller départemental en 1943 |
|         |              |                                        |                                    | |
| 1945    | 1979 (décès) | Eugène Leclerc (1902-1979)             | RI puis UDF                        | Cultivateur, maire de Belval |
| 1979    | 2015         | Claude Halbecq                         | DVD                                | Vétérinaire retraité, maire de Roncey (1983-2020), premier vice-président du conseil général                                          |

Le canton participe à l'élection du député de la troisième circonscription de la Manche, avant et après le redécoupage des circonscriptions pour 2012.

### Conseillers d'arrondissement (de 1833 à 1940)
| Période                                  | Période          | Identité                                  | Étiquette                | Qualité |
| ---------------------------------------- | ---------------- | ----------------------------------------- | ------------------------ | --- |
| 1833                                     | 1842             | M. Hamelin                                |                          | Propriétaire à Roncey                                                                                       |
| 1842                                     | 1848             | Joseph Louis Sébastien Savary (1774-1854) |                          | Militaire, maire de Cerisy-la-Salle                                                                         |
|                                          |                  |                                           |                          | |
|                                          | 1894 (démission) | Achille Savary (fils de Pierre Savary)    | Républicain              | Juge de paix                                                                                                |
|                                          |                  |                                           |                          | |
| 1919                                     |                  | Robert Savary                             | Républicain progressiste | Ingénieur conseil du secteur électrique de la Soulles, maire de Cerisy-la-Salle, ancien conseiller général  |
|                                          |                  |                                           |                          | |
| ?                                        | 1937             | Pierre Jouault                            | Union nationale          | Notaire, maire de Notre-Dame-de-Cenilly, président du conseil d'arrondissement                              |
| 1937                                     | 1940             | Paul Leroux                               |                          | Cultivateur à Notre-Dame-de-Cenilly, Président du comité départemental de défense paysanne de la Manche     |
| 1940                                     |                  |                                           |                          | Les conseils d'arrondissement ont été suspendus par la loi du 12 octobre 1940 et n'ont jamais été réactivés |
| Les données manquantes sont à compléter. |                  |                                           |                          | |

## Composition

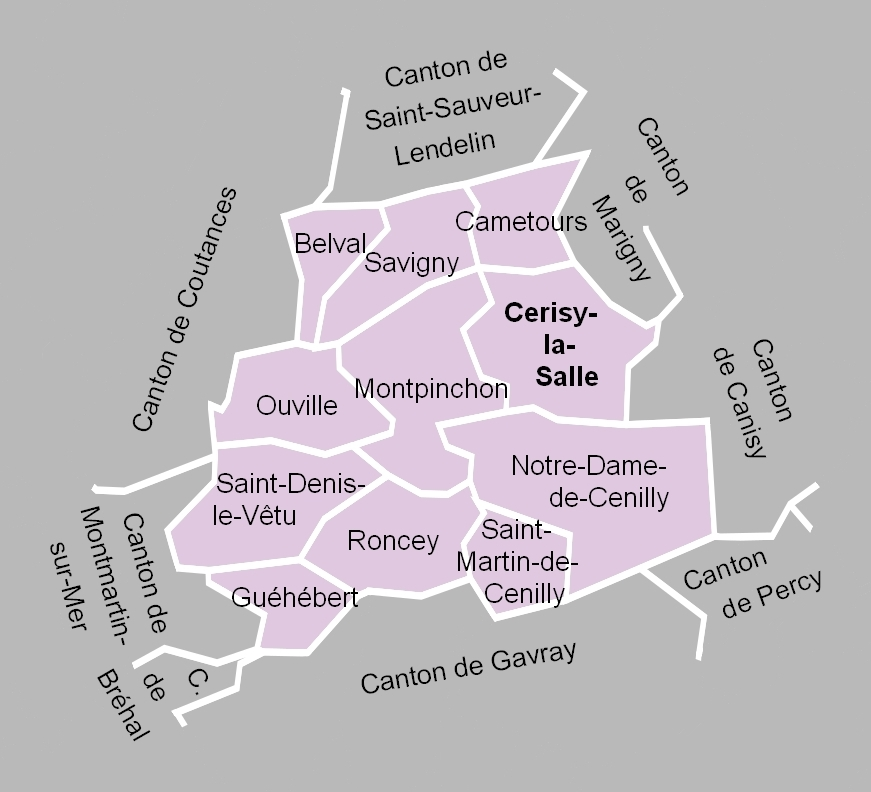
La carte des communes du canton. Les cantons limitrophes étaient ceux de Coutances, de Saint-Sauveur-Lendelin, de Marigny, de Canisy, de Percy, de Gavray, de Bréhal et de Montmartin-sur-Mer.

Le canton de Cerisy-la-Salle comptait 5 629 habitants en 2012 (population municipale) et groupait onze communes :
- Belval ;
- Cametours ;
- Cerisy-la-Salle ;
- Guéhébert ;
- Montpinchon ;
- Notre-Dame-de-Cenilly ;
- Ouville ;
- Roncey ;
- Saint-Denis-le-Vêtu ;
- Saint-Martin-de-Cenilly ;
- Savigny.

À la suite du redécoupage des cantons pour 2015, toutes les communes sont rattachées au canton de Quettreville-sur-Sienne.
Contrairement à beaucoup d'autres cantons, le canton de Cerisy-la-Salle n'incluait aucune commune supprimée depuis la création des communes sous la Révolution.

## Démographie
| 1962  | 1968  | 1975  | 1982  | 1990  | 1999  | 2006  | 2011  | 2012  |
| ----- | ----- | ----- | ----- | ----- | ----- | ----- | ----- | ----- |
| 6 497 | 6 025 | 5 231 | 5 056 | 5 102 | 5 238 | 5 470 | 5 622 | 5 629 |